# Stipe Bralić
Stipe Bralić (Sebenico, 10 giugno 1973) è un allenatore di pallacanestro croato.

## Carriera
Dal 2009 al 2013 ha allenato la Nazionale femminile di pallacanestro della Croazia.